# كاستلانيتا
كَستِلَّنَيتة أو (نقحرة: كاستلانيتا) (بالإيطالية: Castellaneta)‏ هي بلدية في مقاطعة طارنت في إقليم بولية الإيطالي.

## السكان
في سنة 1861 بلغ عدد السكان 6٬542 نسمة، وتطور العدد ليصل في سنة 2011 لـ 17٬125 نسمة.
يظهر هذا المخطط البياني تطور النمو السكاني لـ كَستِلَّنَيتة

## أعلام
- رودلف فالنتينو
- آنا كليمنت